# Simentálský skot
Simentálský skot, též švýcarský strakatý skot, je plemeno skotu pocházející ze Švýcarska. Náleží do skupiny plemen horského strakatého skotu, je základním plemenem této skupiny a vycházejí z něj ostatními strakatá plemena, včetně skotu českého strakatého. Ve Švýcarsku se simentálský skot šlechtí jako kombinované plemeno s důrazem na mléčnou užitkovost. Plemeno masný simentál vzniklo z německého a rakouského strakatého skotu jednostranným šlechtěním na užitkovost masnou.
Název plemene pochází z názvu švýcarského údolí Simmental.
Simentálský skot vychází z původních švýcarských rázů skotu, žlutě strakatého simenského a červeně strakatého bernského skotu. Simensko-bernský skot byl typický velkým tělesným rámcem a dobrou mléčnou i masnou užitkovostí a v hojném počtu se dostal i mimo Švýcarsko, kde se stal základem pro vznik příbuzných červenostrakatých plemen. Současný simentálnský skot je plemeno velkého tělesného rámce, zbarvené žlutostrakatě až červenostrakatě, hlava, břicho, končetiny a chvost ocasu jsou bílé. Mléčná užitkovost se pohybuje mezi 5000–6000 kg mléka.